# Legnano
Legnano é uma comuna italiana da região da Lombardia, província de Milão, com cerca de 56.157 habitantes. Estende-se por uma área de 17 km², tendo uma densidade populacional de 3303,35 hab/km². Faz fronteira com Busto Arsizio (VA), Rescaldina, Castellanza (VA), Cerro Maggiore, San Vittore Olona, Villa Cortese, Canegrate, San Giorgio su Legnano, Dairago.

## Demografia
| Variação demográfica do município entre 1861 e 2011                               |
|                                                                                   |
| Fonte: Istituto Nazionale di Statistica (ISTAT) - Elaboração gráfica da Wikipedia |